# Molophilus (Molophilus) leonurus
Molophilus (Molophilus) leonurus is een tweevleugelige uit de familie steltmuggen (Limoniidae). De soort komt voor in het Neotropisch gebied.